# 2. Rugby-Bundesliga (Frauen)
Die 2. Frauenbundesliga gibt es seit der Saison 2005/06. Die beiden Erstplatzierten dieser Liga, die in Turnierform ausgespielt wird, ziehen in das Endspiel um die Deutsche Meisterschaft im 10er Rugby ein, bei dem das erstplatzierte Team Heimrecht hat. Der erste deutsche Meister im 10er Rugby wurde 2006 der Stuttgarter RC, er besiegte im Endspiel den Wiedenbrücker TV. Im Jahr 2007 besiegte der Stuttgarter RC im Endspiel den ASV Köln mit 22:15 und war damit zum zweiten Mal deutscher Meister im 10er-Rugby.
In der Saison 2007/08 spielten sechs Teams: ASV Köln, München RFC, Wiedenbrücker TV, SG Erfurt/Jena, RC Leipzig und RK Heusenstamm. Im Finale gewann der ASV Köln mit 42:0 gegen den RFC München und hatte somit in der gesamten Saison 2007/08 kein Spiel verloren.
In der Saison 2008/09 kommt zu den sechs Vereinen des Vorjahres noch RK 03 Berlin hinzu, die im Jahr zuvor als Spielgemeinschaft mit Potsdam in der Regionalliga Ost spielten.
Auch in der Saison 2008/09 blieb der ASV Köln ungeschlagen. Sie besiegten im Endspiel den Wiedenbrücker TV mit 44:0 und sind damit erneut Deutscher Meister der 2. Bundesliga.